# Ionischer Verdichter
Beim ionischen Verdichter handelt es sich um einen isotherm arbeitenden Verdrängungskompressor, der durch eine ionische Flüssigkeit (im Arbeitsbereich flüssige organische Salze) die bei der Verdichtung entstehende Wärme im Inneren abführt. Diese speziell an den konkreten Einsatzzweck angepasste „Designer-Flüssigkeit“ kann gleichzeitig das Gas oder Gasgemisch von Aerosolen, Schwebteilchen oder anderen Partikeln reinigen und ist in der Lage, Gasbestandteile aus Gasgemischen selektiv zu absorbieren.
Bei diesen Kompressoren wird anstelle eines beweglichen Kolbens eine bewegliche Flüssigkeitssäule zum Verdichten des Gases genutzt, die durch eine Pumpe auf und ab bewegt wird. Dabei ist die Flüssigkeit in zwei Kolben miteinander verbunden. Während die Flüssigkeitssäule in dem einen Zylinder steigt, sinkt sie im anderen Zylinder. Da der Kompressor außer der Pumpe für das Umpumpen der Flüssigkeit keine bewegten Teile enthält, werden zahlreiche Probleme von mechanischen Kompressoren vermieden, wie mechanischer Verschleiß, aufwändige Kühlung und Energieverluste. 
Ein wichtiges Einsatzfeld für diese Kompressoren wird von den derzeitigen Entwicklern Linde AG und Daimler AG in der Verdichtung von Gasen in Wasserstoff- und Erdgastankstellen gesehen. Dieser Verdichter ermöglicht in Kombination mit dem vorhandenen Kolbenverdichter bei einer Wasserstofftankstelle eine höhere Kapazität zur Betankung.